# هنری سینکلر هورنای، اولین بارون هورنای
هنری سینکلر هورنای، اولین بارون هورنای (انگلیسی: Henry Horne, 1st Baron Horne; ۱۹ فوریهٔ ۱۸۶۱ – ۱۴ اوت ۱۹۲۹) فرد نظامی اهل بریتانیا بود. وی همچنین برندهٔ جوایزی همچون نشان حمام و نشان لئوپولد شده‌است.